# Сакоалько-де-Торрес (муниципалитет)
Сакоалько-де-Торрес (исп. Zacoalco de Torres) — муниципалитет в Мексике, в штате Халиско, с административным центром в одноимённом городе. Численность населения, по данным переписи 2020 года, составила 30 472 человека.

## Общие сведения
Название муниципалитета составное: Zacoalco с языка науатль можно перевести по-разному: заслонка, изоляция, или внутри пирамиды, или место приземления орлов, а Torres дано в честь национального героя — Хосе Антонио Торреса.
Площадь муниципалитета равна 472,4 км², что составляет 0,6 % от общей площади штата, а наиболее высоко расположенное поселение Саморанас находится на высоте 2151 метр.
Сакоалько-де-Торрес граничит с другими муниципалитетами штата Халиско: на севере с Акатлан-де-Хуаресом, на востоке с Хокотепеком и Теокуитатлан-де-Короной, на юге с Атояком и Течалута-де-Монтенегро, на западе с Атемахак-де-Брисуэлой и Вилья-Короной.

## Учреждение и состав
Муниципалитет был образован 27 марта 1824 года как один из 26 департаментов, по данным 2020 года в его состав входит 31 населённый пункт, самые крупные из которых:
| Код INEGI                  | Населённый пункт                                                                                        | Численность населения (2005 год) | Численность населения (2010 год) | Численность населения (2020 год) |
| -------------------------- | --- | -------------------------------- | -------------------------------- | -------------------------------- |
| 119                        | Всего                                                                                                   | 25529                            | 27901                            | 30472                            |
| 0001                       | Сакоалько-де-Торрес (исп. Zacoalco de Torres) 20°13′51″ с. ш. 103°34′16″ з. д. (административный центр) | 16228                            | 18172                            | 20345                            |
| 0011                       | Хенераль-Андрес-Фигероа (исп. General Andrés Figueroa (Catarina Dos)) 20°17′58″ с. ш. 103°36′25″ з. д.  | 2112                             | 2164                             | 2241                             |
| 0014                       | Сан-Маркос (исп. San Marcos) 20°19′07″ с. ш. 103°32′02″ з. д.                                           | 1254                             | 1249                             | 1466                             |
| 0003                       | Барранка-де-Отатес (исп. Barranca de Otates) 20°16′05″ с. ш. 103°39′53″ з. д.                           | 1102                             | 1117                             | 1001                             |
| 0004                       | Барранка-де-Санта-Клара (исп. Barranca de Santa Clara) 20°15′20″ с. ш. 103°39′22″ з. д.                 | 947                              | 957                              | 932                              |
| 0017                       | Вердия (исп. Verdía) 20°09′30″ с. ш. 103°30′37″ з. д.                                                   | 730                              | 775                              | 789                              |
| 0005                       | Бенито-Хуарес (исп. Benito Juárez (Catarina Uno)) 20°16′58″ с. ш. 103°36′04″ з. д.                      | 561                              | 644                              | 679                              |
| 0007                       | Какалута (исп. Cacaluta (La Villita)) 20°10′02″ с. ш. 103°29′06″ з. д.                                  | 596                              | 604                              | 635                              |
| —                          | Прочие                                                                                                  | 1999                             | 2219                             | 2384                             |
| Названия на карте Генштаба | |                                  |                                  |                                  |

## Природные ресурсы
Муниципалитет располагает следующими ресурсами:
- 10 000 гектар леса, преимущественно состоящие из таких видов деревьев как дуб, сосна, пало-дульсе[исп.], акация и каркас;

- минеральные — месторождения диатомита, каолина и фулеровой земли[англ.].

## Экономическая деятельность
По статистическим данным 2000 года, работоспособное население занято по секторам экономики в следующих пропорциях:
- сельское хозяйство, животноводство и рыбная ловля — 24,2 %;
- промышленность и строительство — 32,3 %;
- торговля, сферы услуг и туризма — 41,7 %;
- безработные — 1,8 %.

## Инфраструктура
По статистическим данным 2020 года, инфраструктура развита следующим образом:
- электрификация: 99,6 %;
- водоснабжение: 88,5 %;
- водоотведение: 98,2 %.